# Лукашівська сільська рада (Запорізький район)
Лукаші́вська сільська́ ра́да — адміністративно-територіальна одиниця та орган місцевого самоврядування в Запорізькому районі Запорізької області. Адміністративний центр — село Лукашеве.

## Загальні відомості
- Територія ради: 50,813 км²
- Населення ради: 1378 осіб (станом на 2001 рік)
- Територією ради протікає річка Томаківка

## Населені пункти
Сільській раді підпорядковані населені пункти:
- с. Лукашеве
- с. Гурського
- с. Придніпровське
- с. Привільне

## Склад ради
Рада складалася з 14 депутатів та голови.
- Голова ради: Головань Лариса Семенівна
- Секретар ради: Балмуш Світлана Прокопівна

### Керівний склад попередніх скликань
| Прізвище, ім'я, по батькові | Основні відомості                                                         | Дата обрання | Дата звільнення |
| --------------------------- | ------------------------------------------------------------------------- | ------------ | --------------- |
| Головань Лариса Семенівна   | Сільський голова, 1966 року народження, освіта вища, член Партії регіонів | 26.03.2006   | 31.10.2010      |
| Головань Лариса Семенівна   | Сільський голова, 1966 року народження, освіта вища, член Партії регіонів | 31.10.2010   | 25.10.2015      |
| Головань Лариса Семенівна   | Сільський голова, 1966 року народження, освіта вища, безпартійна          | 25.10.2015   |                 |

Примітка: таблиця складена за даними сайту Верховної Ради України та ЦВК

### Депутати VII скликання
За результатами місцевих виборів 2015 року:
- Кількісний склад ради: 14
- Кількість обраних: 13
- Кількість мандатів, що залишаються вакантними: 1

#### За суб'єктами висування
| Суб'єкт висування | Кількість обраних депутатів | %      |
| ----------------- | --------------------------- | ------ |
| Самовисування     | 13                          | 100.00 |

#### За округами
| № округу | Прізвище, ім'я, по батькові              | Ким висунуто                             | Дата нар.                                | Освіта                                   | Партійна приналежність                                        | Відомості                                         |
| -------- | ---------------------------------------- | ---------------------------------------- | ---------------------------------------- | ---------------------------------------- | ------------------------------------------------------------- | ------------------------------------------------- |
| 1        | Призначені повторні вибори на 27.12.2015 | Призначені повторні вибори на 27.12.2015 | Призначені повторні вибори на 27.12.2015 | Призначені повторні вибори на 27.12.2015 | Призначені повторні вибори на 27.12.2015                      | Призначені повторні вибори на 27.12.2015          |
| 2        | Швець Григорій Лазарович                 | Самовисування                            | 29.04.1947                               | вища                                     | безпартійний                                                  | пенсіонер                                         |
| 3        | Головань Роман Григорович                | Самовисування                            | 13.03.1981                               | загальна середня                         | безпартійний                                                  | ПП «Елтіз», слюсар                                |
| 4        | Кійко Юрій Григорович                    | Самовисування                            | 08.04.1962                               | загальна середня                         | безпартійний                                                  | пенсионер, пенсіонер                              |
| 5        | Герасименко Сергій Миколайович           | Самовисування                            | 05.09.1950                               | вища                                     | безпартійний                                                  | пенсионер, пенсіонер                              |
| 6        | Балмуш Світлана Прокопівна               | Самовисування                            | 24.07.1953                               | вища                                     | безпартійна                                                   | Лукашівська сільська рада, секретар               |
| 7        | Пасюта Марія Володимирівна               | Самовисування                            | 14.08.1958                               | загальна середня                         | безпартійна                                                   | пенсіонер                                         |
| 8        | Доценко Вікторія Валеріївна              | Самовисування                            | 11.08.1983                               | вища                                     | член ПАРТІЇ "БЛОК ПЕТРА ПОРОШЕНКА «СОЛІДАРНІСТЬ»              | Лукашівський навчально-виховний комплекс, вчитель |
| 9        | Сокира Іванна Іванівна                   | Самовисування                            | 30.08.1987                               | вища                                     | безпартійна                                                   | не працює                                         |
| 10       | Луценко Оксана Миколаївна                | Самовисування                            | 18.02.1972                               | загальна середня                         | член політичної партії Всеукраїнське об'єднання «Батьківщина» | КП «Водоканал», машиніст насосних установок       |
| 11       | Худякова Олександра Іванівна             | Самовисування                            | 01.11.1959                               | вища                                     | безпартійна                                                   | пенсіонер                                         |
| 12       | Костенко Іван Якович                     | Самовисування                            | 03.07.1949                               | вища                                     | безпартійний                                                  | ПП "Агрофірма «Славутич», виконавчий директор     |
| 13       | Короліхіна Олена Анатоліївна             | Самовисування                            | 06.08.1973                               | вища                                     | безпартійна                                                   | ТОВ «Бі Прайм 3», головний бухгалтер              |
| 14       | Лисенко Костянтин Мойсейович             | Самовисування                            | 31.08.1991                               | загальна середня                         | безпартійний                                                  | не працює                                         |